# Mudéjar-opstand
De Mudéjar-opstand (Spaans: Las revueltas mudéjares) was een reeks opstanden van Mudéjar die plaats vond tijdens en na de Reconquista.

## Opstanden vóór 1492

Het Iberische schiereiland omstreeks 1492.

- Meerdere Mudéjar-opstanden in het koninkrijk Valencia tussen 1240 en 1280:
  - Eerste Mudejar-opstand (1244), Valencia.
  - Tweede Mudejar-opstand (1248–1258), Valencia.
  - Derde Mudejar-opstand (1276), Valencia, Alcoy.
- Opstand van de mudejars (1264–1266): in delen van Murcia en Andalusië. De opstand vond plaats na de verovering van het zuiden van Spanje door de Castilië. De opstand werd hard neergeslagen. Nadat de opstand was onderdrukt, verloor het laagland van Guadalquivir het grootste deel van zijn vooroorlogse moslimbevolking, die vluchtte of met geweld werd verdreven naar het Nasriden emiraat Granada. De moslimbevolking van Murcia heeft het echter overleefd.
- Mudejar-opstand (1276-1304): dit betrof de moslims van Aragon, Alicante en Valencia. De opstand werd ook onderdrukt, maar zonder massadeportaties.
- Mudejar-opstand (1490): deze opstand vond plaats in het emiraat Granada aan de vooravond van de Val van Granada in 1492.

## Opstanden ná 1492
- Opstand van Alpujarras (1499–1501): dit was de eerste opstand door de Mudéjar in het christelijke koninkrijk Granada. Deze reeks opstanden was een reactie op de gedwongen bekeringen van moslims tot het katholieke geloof en de schending van het Verdrag van Granada (1491).
- Opstand van de Broederschappen (1519-1523)
- Opstand van Benaguasil (1525): deze opstand brak uit in november 1525 in nasleep van de Opstand van de Broederschappen.
- Opstand van Espadán (1526): deze opstand brak uit naar aanleiding van het decreet van keizer Karel V dat de Mudéjars verplichte zich te bekeren tot het katholieke geloof. De opstanden vonden voornamelijk plaats in de bergachtige gebieden van het koninkrijk Valencia.
- Opstand van Alpujarras (1568–1571): dit was de tweede opstand door de Mudéjars in het koninkrijk Granada. Aanleiding  was de Pragmatische Sanctie van 1567 door Filips II van Spanje.